# Vanellus armatus
La avefría armada (Vanellus armatus) es una especie de ave charadriforme de la familia Charadriidae. La especie aparece en Kenia y el centro de Tanzania hasta el sur y sudoeste de África.

## Descripción
La especie tiene manchas negras, grises y blancas en el plumaje, posiblemente como advertencia a los depredadores. Es una de las cinco especies de avefría (dos en África, una en Asia y dos en los neotrópicos) que comparte las características de una espuela carpiana (ala), ojos rojizos y un plumaje de varios tonos oscuros. Las partes desnudas son de color negro. En promedio, las hembras son más grandes y pesadas, pero los sexos son generalmente iguales.

## Hábitat y población
La avefría armada aparece en zonas con humedales de todos los tamaños. Incluso en pequeñas zonas húmedas causadas por un canal de agua pueden atraerlos. En África del Sur son más numerosos en regiones con pastizales mésicos, no tanto en pastizales de mayor precipitación. Al igual que el avefría coronada (Vanellus coronatus), esta especie puede abandonar Zambia y Zimbabue en años de alta precipitación y volver en los años secos. Evita montañas de cualquier tipo.
La especie amplió su distribución en el siglo xx en las zonas donde se construyeron presas y donde se practicaba la agricultura intensiva. En consecuencia, ahora son numerosos y se han establecido en la región del Cabo Occidental de Sudáfrica, donde estaban ausentes hasta la década de 1930. En esta región también han entrado en marismas con fango en invierno donde se desplazan agresivamente otras aves zancudas.

## Comportamiento y alimentación
La especie reacciona agresivamente en contacto con otras avefrías o jacanas africanass (Actophilornis africana) que pueden entrar en su hábitat de humedales. Para defender a sus crías o su nido se arman de mucha valentía y se enfrentan a animales mucho más grandes, como los elefantes y los búfalos. Se reproduce en primavera, pero su elección del lugar de anidación y el momento puede ser oportunista. Los jóvenes separan gradualmente de sus padres y no regresan a las áreas natales después. Se alimentan de invertebrados acuáticos y terrestres.

## Galería de imágenes

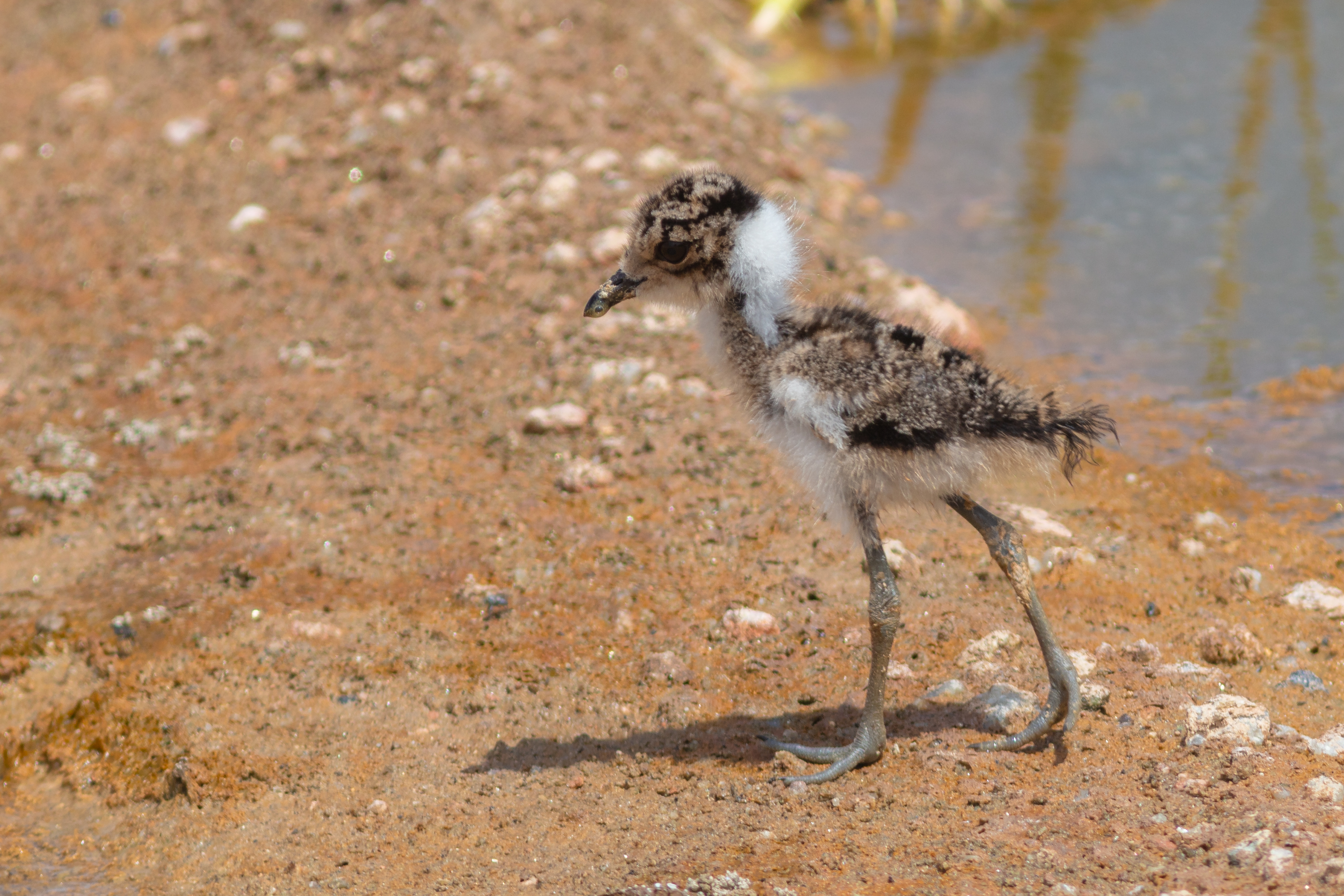
Cría.
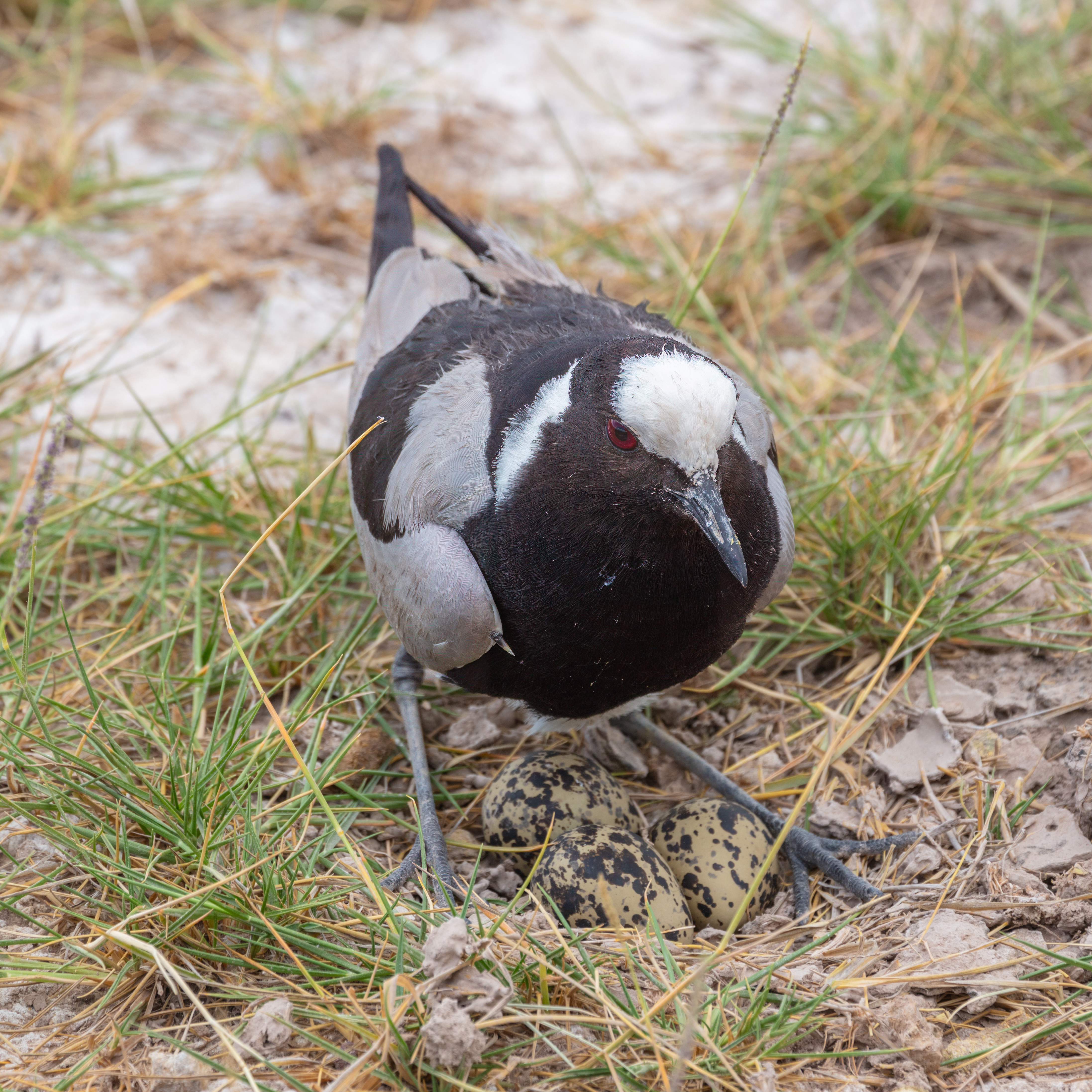
Adulto, incubando un huevo en Kenia.
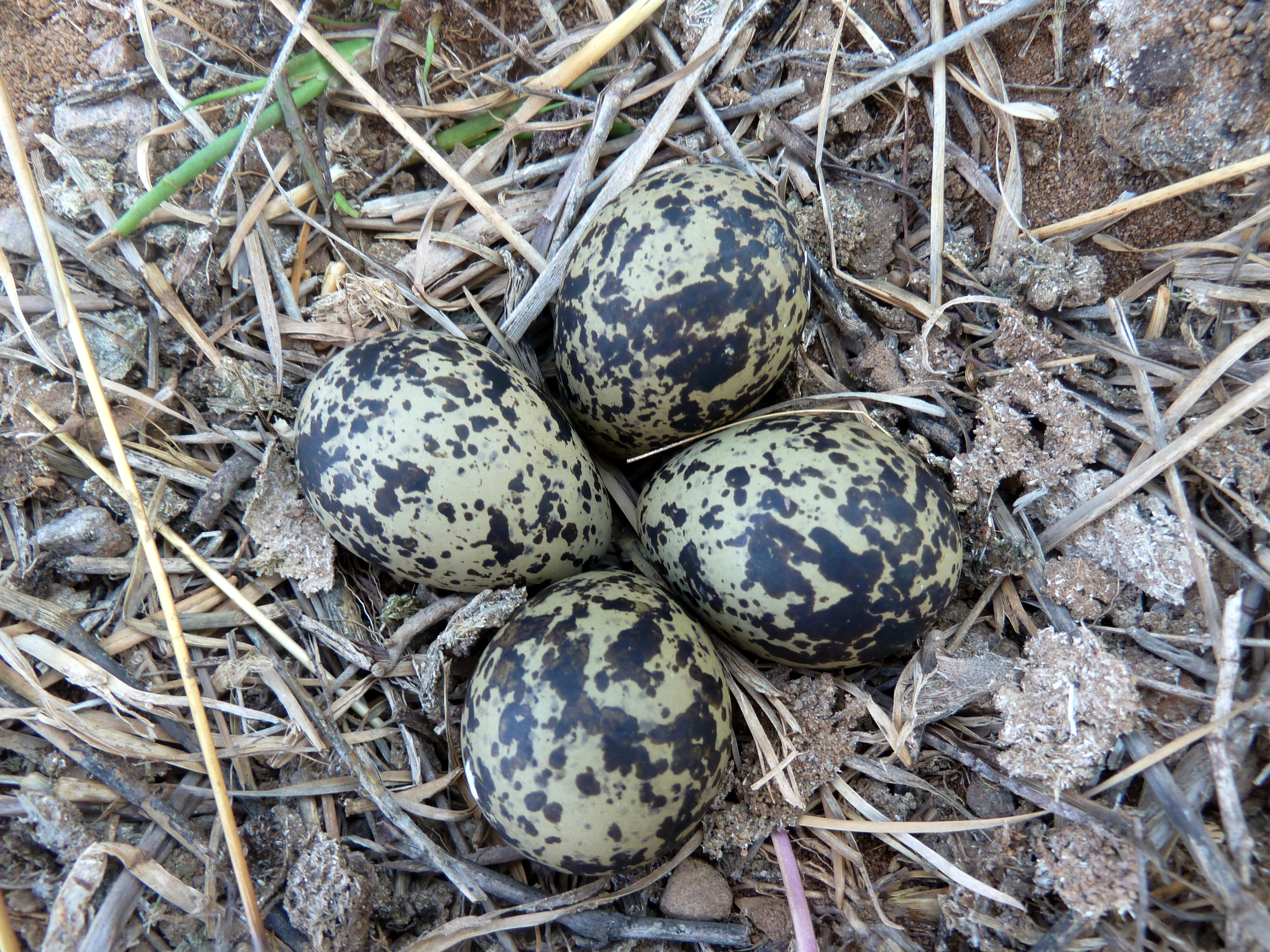
Huevos, Sudáfrica
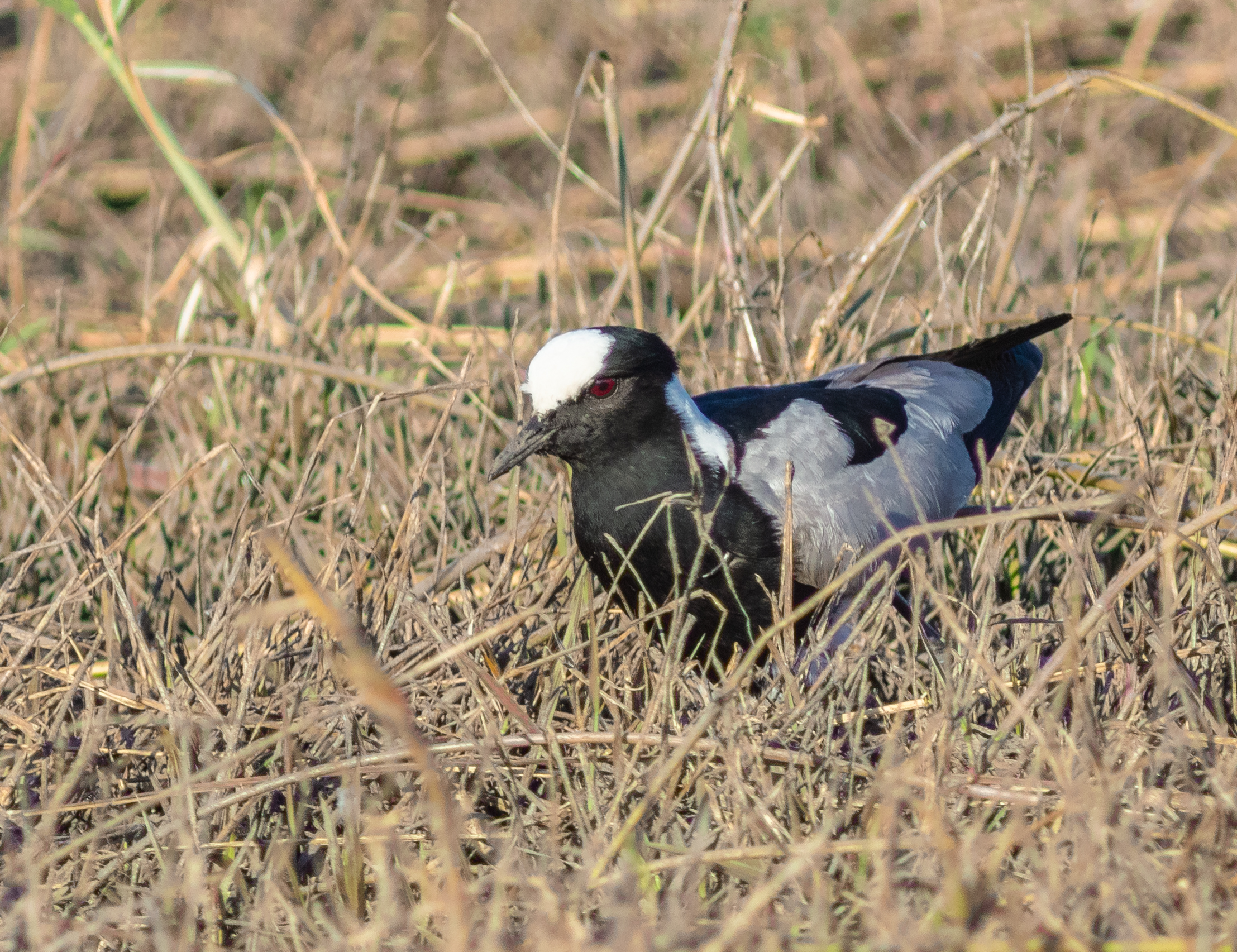
Ejemplar en el parque nacional de Chobe, Botsuana.
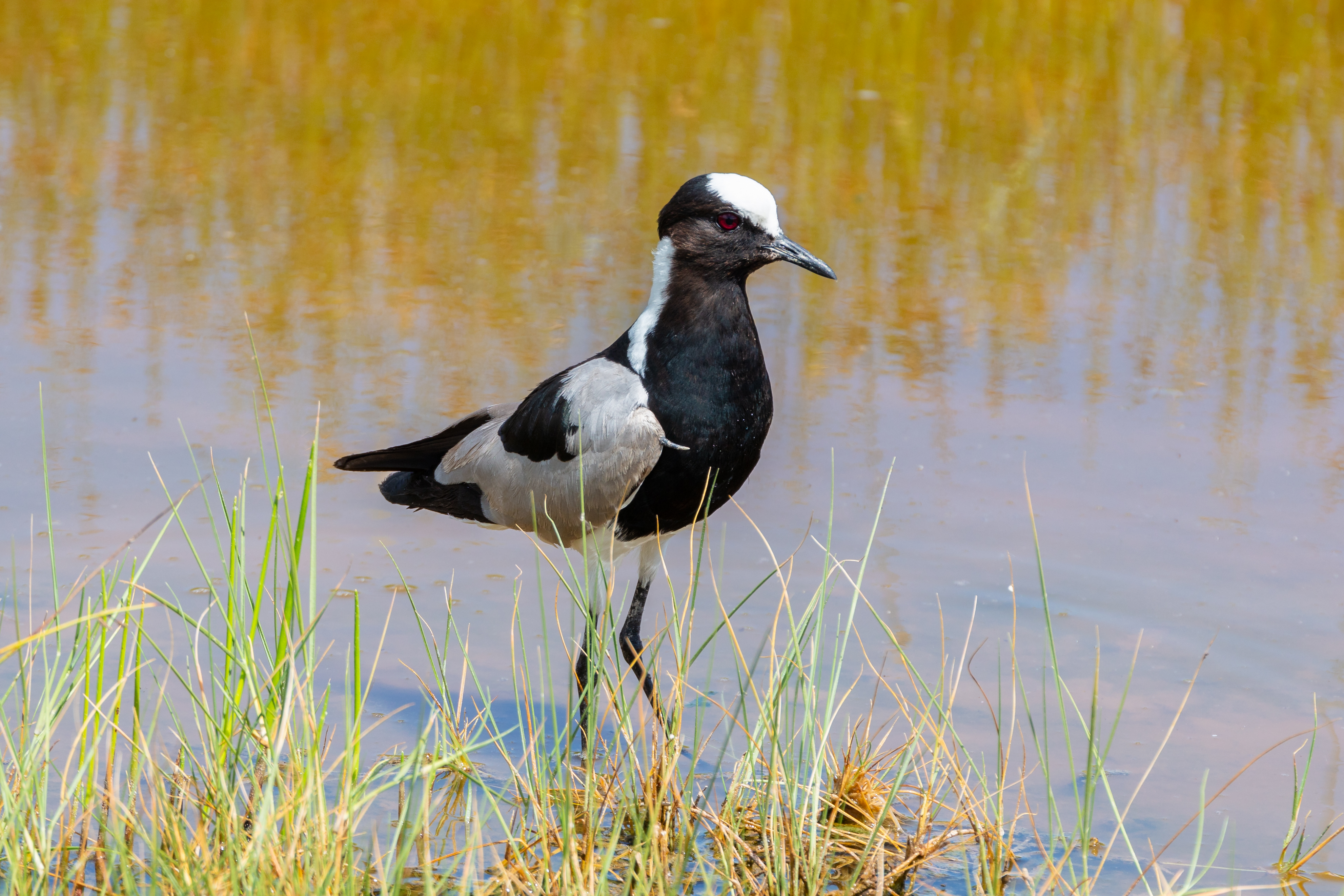
En el parque nacional de Amboseli, Kenia.
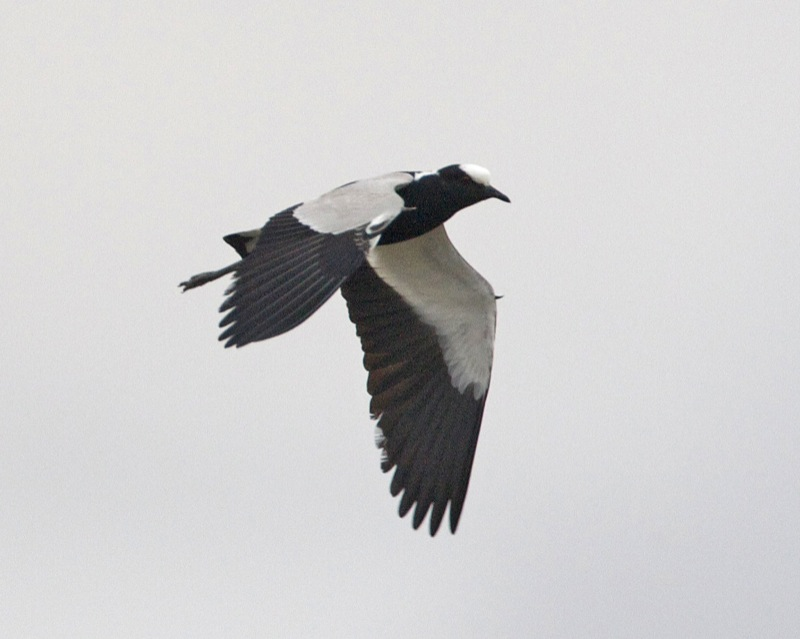
En pleno vuelo, exhibiendo sus alas.